# Ordonnance de 1975 sur l'immunité (Bangladesh)
L'Ordonnance de 1975 sur l'immunité du Bangladesh a été formulée pour accorder l'immunité de poursuites judiciaires aux personnes impliquées dans l'assassinat du président Sheikh Mujibur Rahman qui a eu lieu le 15 août 1975.
Comme le Parlement du Bangladesh, la Jatiya Sangsad, n'était pas en session, la loi a été promulguée le 26 septembre 1975, sous la forme d'une ordonnance du président Khondaker Mostaq Ahmad. Elle s'intitulait Ordonnance de 1975 sur l'immunité, c'est-à-dire l'Ordonnance no 50 de 1975. Elle a été officialisée par le général de division Ziaur Rahman, puis approuvé par la Jatiya Sangshad par le cinquième amendement à la Constitution apporté le 9 juillet 1979, la loi sur l'immunité a été enchâssée dans la Constitution du Bangladesh.
Initialement, la législation accordait l'immunité aux personnes impliquées dans l'assassinat du Sheikh Mujibur Rahman, qui a eu lieu le 15 août 1975, mais plus tard Zia et Hussain Muhammad Ershad ont étendu la loi pour légaliser les coups d'états militaires, les décrets et ordres martiaux et autres événements et décrets politiques publiés sous leur règne.
La loi sur l'immunité a été abrogée après que la Ligue Awami eut formé un gouvernement avec Sheikh Hasina, la fille de Sheikh Mujib, comme Premier ministre du Bangladesh. Le Parlement a abrogé la loi sur l'indemnisation le 12 novembre 1996. Cela a ouvert la voie au procès des assassins du cheikh Mujib.
En 2005, un tribunal a en outre déclaré illégal le règne de Ziaur Rahman et le coup d'État qui a renversé Sheikh Mujib. Plus tard, il a été ratifié par le Parlement.
En février 2010, le cinquième amendement à la Constitution a été déclaré illégal par la Haute Cour du Bangladesh.